# 顓孫子家族大宗世系
顓孫子世系：自顓孫子始，顓孫子大宗世系至光緒1年歷73代。第73代世系，依《蕭縣志》而補。自73代以後世系，因資料缺乏而暫缺。

## 顓孫子先祖

### 傳说時期
- 世祖  黃帝
- 世祖  昌意
- 世祖  顓頊
- 世祖  窮蟬
- 世祖  敬康
- 世祖  橋牛
- 世祖  瞽叟
- 世祖  重華
- 世祖  舜
- 世祖  商均

### 西周至春秋時期
- 17世祖  虞瘀父，任周朝陶正
- 16世祖  陳滿，陳胡公
- 15世祖  陳犀侯，陳申公
- 14世祖  陳突，陳孝公
- 13世祖  陳戎，陳慎公
- 12世祖  陳寧，陳幽公
- 11世祖  陳孝，陳僖公
- 10世祖  陳靈，陳武公
- 9世祖  陳燮，陳平公
- 8世祖  陳圉，陳文公
- 7世祖  陳鮑，陳桓公
- 6世祖  陳林，陳莊公
- 5世祖  陳顓孫，與陳厲公子完同出奔。
- 4世祖  顓孫強
- 3世祖  顓孫健
- 祖父  顓孫齊
- 父  顓孫姜，生三子：子張、子莫、子英。

## 顓孫子
- 顓孫子，顓孫師，字子張。

## 顓孫子後裔

### 世系
- 第2代  顓孫申詳，生於魯國，因名魯人，師事子思，繆公尊以賓禮。
- 第3代  顓孫鍾，請學於申詳。
- 第4代  顓孫文，博學強記，淹貫六經，魏召為相不受，著書萬言，悉皆心性之學。生二子：江、河。
- 第5代  顓孫河，文次子。
- 第6代  顓孫羨，仕於趙。
- 第7代  顓孫球，言行篤實，修書築墓。
- 第8代  顓孫沖，字太元，因秦焚書滅儒，遂隱於三台山，藏書石室。
- 第9代  顓孫延慶
- 第10代  顓孫澣心，為長沙太守。
- 第11代  顓孫茂春
- 第12代  顓孫簡，博學好古，纂修遺書，漢昭帝徵為博士。
- 第13代  顓孫萃
- 第14代  顓孫湛
- 第15代  顓孫園，天姿明敏，正直不阿，因王莽纂位，避而不仕。
- 第16代  顓孫永久
- 第17代  顓孫嘉善
- 第18代  顓孫標
- 第19代  顓孫寧
- 第20代  顓孫克柔，晉武帝泰和1年授太常寺。
- 第21代  顓孫東
- 第22代  顓孫無欲
- 第23代  顓孫鳳
- 第24代  顓孫應泰，事母孝，修築祖墓。
- 第25代  顓孫光，好為古文詞，著書二十二篇。
- 第26代  顓孫珙，恢廓大度，魏舉孝廉。
- 第27代  顓孫奎
- 第28代  顓孫良，晉秘書郎。
- 第29代  顓孫寰
- 第30代  顓孫存，北齊天保2年封子張為蕭伯，存奉祀生。
- 第31代  顓孫源，周武帝改封子張為陳伯，授源博士奉祀生。
- 第32代  顓孫燕，隋文帝時為涇州司戶。
- 第33代  顓孫椿，唐武帝1年召襲博士奉祀生。
- 第34代  顓孫遠
- 第35代  顓孫通
- 第36代  顓孫登，唐開元4年召為國子監博士。
- 第37代  顓孫高
- 第38代  顓孫淳，唐元和10年授少府監主簿。
- 第39代  顓孫泰，唐顯通1年明經及第，授國子監博士。
- 第40代  顓孫宣
- 第41代  顓孫循，當五季之亂，隱居躬耕。
- 第42代  顓孫熙，聰明穎異，八歲能文，後為戶部員外郎。
- 第43代  顓孫允
- 第44代  顓孫宏毅
- 第45代  顓孫書紳，宋大中祥符1年追封子張為宛丘侯，給奉祀官一員世襲祀事。
- 第46代  顓孫晉，襲封奉祀，重新祠宇。
- 第47代  顓孫坎，奉祀，修墓。
- 第48代  顓孫訂，奉祀，築堤護墓。
- 第49代  顓孫孔臣
- 第50代  顓孫皞，金人陷徐州，入淮泗毀祖墓。宋康王南渡，遂避河南，隱姓西華縣。
- 第51代  顓孫問明
- 第52代  顓孫燧
- 第53代  顓孫應芝，闢釋老之說，著《滌塵》十二篇。
- 第54代  顓孫瑾，癖沈琴鶴，為范陽教諭。
- 第55代  顓孫棟，仕元後退隱河南西華縣，嘗對子嘆曰：「蕭，吾故土也。先人之墳墓在焉，不可流離忘歸，子其旋返世守，無失烝嘗之祀」。
- 第56代  顓孫誌，不忘父訓，明洪武2年回蕭守墓，仍築室於閔子御車製牛板之東。
- 第57代  顓孫禮，生員。生四子：崇儒、崇治、崇書、崇學。
- 第58代  顓孫崇儒，字象賢，生員，生一子：銓，無後，以崇治為宗。顓孫崇治，奉祀生員。生三子：儀、釗、海
- 第59代  顓孫釗，崇治次子，奉祀生員，生二子：祿、杲。
- 第60代  顓孫杲，釗幼子，奉祀生員。
- 第61代  顓孫守經，奉祀生員。
- 第62代  顓孫岱，字華峰，廩生入監，善詞賦，好山水，重修祠墓，襲奉祀官。生二子：承恩、承惠。
- 第63代  顓孫承惠，岱幼子，字澤甫，號繼華，儒學生員，襲奉祀官，築堤修墓，建祠於邑治西門外。清康熙1年，以子佐聖官贈江西臨江府峽江縣知縣。生四子：依聖、輔聖、翼聖、佐聖。
- 第64代  顓孫依聖，承惠長子，字必孔，奉祀生員，言行敦篤。生一子：尊賢。  顓孫佐聖，字悅孔，奉祀生員，入學食餼，順治8年恩貢，廷試推官改授江西臨江府峽江縣知縣，5年復補吉安府泰和縣知縣。生二子：景賢、好賢。
- 第65代  顓孫尊賢，依聖子，生子達道。  顓孫好賢，佐聖幼子，字樂只，儒學生員，生一子：誠道。

### 翰林院五經博士
- 第66代  顓孫達道，尊賢子，生子成德。  顗孫誠道，好賢子，清雍正3年恩詔為先賢顓孫子設立博士，查顓孫誠道委係嫡裔，奉旨授為世襲翰林院五經博士。生一子：明德。
- 第67代  顓孫成德，達道子，生子宏績。  顓孫明德，誠道子，乾隆21年承襲翰林院五經博士。生一子：宏傳。
- 第68代 顓孫宏績，成德子，生子開來。  顓孫宏傳，明德子，因病未襲。生一子：開瑞。
- 第69代  顓孫開來，宏績子，生子奕桂。  顓孫開瑞，宏傳子，查非大宗，不應承襲。
- 第70代  顓孫奕桂，開來子，生子世增。
- 第71代  顓孫世增，生子樹勳。
- 第72代  顓孫樹勳，道光9年承襲翰林院五經博士。
- 第73代  顓孫大猷，咸豐9年承襲翰林院五經博士。